# Wrightia hanleyi
Wrightia hanleyi är en oleanderväxtart som beskrevs av Adolph Daniel Edward Elmer. Wrightia hanleyi ingår i släktet Wrightia och familjen oleanderväxter. Inga underarter finns listade i Catalogue of Life.